# Werner Dankwort

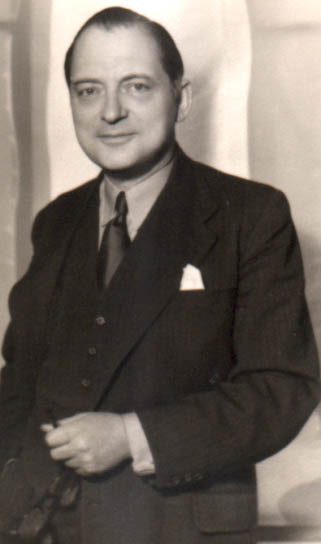
Carl Werner Dankwort, em 1951.

Carl Werner Dankwort (13 de agosto de 1895  - 19 de dezembro de 1986) nascido em Gumbinnen, Prússia Oriental (agora Gusev, Rússia), foi um diplomata alemão que desempenhou um papel importante em trazer a Alemanha para a Liga das Nações em 1926 antes de representar o contingente alemão na Organização para a Cooperação Econômica Européia, o esforço pós-Segunda Guerra Mundial conhecido como Plano Marshall.

## 1945 em diante
Em 1945, ele emitiu o visto alemão para o conde Folke Bernadotte, que permitiu ao conde receber o pedido de Heinrich Himmler para um armistício. Ele concordou em servir como testemunha para os aliados nos julgamentos de Nuremberg, mas foi encarcerado pelos britânicos em Mecklenburg por 18 meses sem acusações contra ele. Durante este tempo, ele também começou a pintar  (outubro de 1945 a fevereiro de 1947.) Dr. Dankwort voltou ao corpo diplomático da Alemanha Ocidental em 1950 e foi designado como Cônsul Geral e depois Embaixador no Canadá em 1951, efetivamente restaurando as relações da Alemanha com o Canadá depois da guerra. De 1956 a 1958, foi Embaixador da Alemanha no Brasil e, finalmente, Observador da Alemanha Ocidental nas Nações Unidas de 1958 a 1960. Faleceu em 19 de dezembro de 1986 em Hyannis, Massachusetts.